# Młyn w Jeżowie
Młyn w Jeżowie – młyn motorowy wybudowany ok. 1931 r. Znajduje się w Jeżowie, w powiecie brzezińskim, w województwie łódzkim.

## Historia obiektu
Wkrótce po wybudowaniu (ok. 1931) młyn został częściowo zniszczony przez pożar, a następnie odbudowany i unowocześniony. Jest to obecnie budynek murowany, dwupiętrowy. Początkowo był poruszany silnikiem na koks-gaz ssany, a następnie silnikiem elektrycznym. Jego moc przemiałowa w okresie międzywojennym wynosiła 12-15 t zboża na dobę. W okresie II wojny światowej był czynny. W okresie PRL został upaństwowiony i pracował pod zarządem Gminnej Spółdzielni „Samopomoc Chłopska” w Jeżowie. W 2024 r. jest nieczynny.